# SLC35E4
SLC35E4 (англ. Solute carrier family 35 member E4) – білок, який кодується однойменним геном, розташованим у людей на довгому плечі 22-ї хромосоми. Довжина поліпептидного ланцюга білка становить 350 амінокислот, а молекулярна маса — 36 747.
| 10         |  | 20         |  | 30         |  | 40         |  | 50         |
| ---------- |  | ---------- |  | ---------- |  | ---------- |  | ---------- |
| MCRCPPEHHD |  | GRMTSAEVGA |  | AAGGAQAAGP |  | PEWPPGSPQA |  | LRQPGRARVA |
| MAALVWLLAG |  | ASMSSLNKWI |  | FTVHGFGRPL |  | LLSALHMLVA |  | ALACHRGARR |
| PMPGGTRCRV |  | LLLSLTFGTS |  | MACGNVGLRA |  | VPLDLAQLVT |  | TTTPLFTLAL |
| SALLLGRRHH |  | PLQLAAMGPL |  | CLGAACSLAG |  | EFRTPPTGCG |  | FLLAATCLRG |
| LKSVQQSALL |  | QEERLDAVTL |  | LYATSLPSFC |  | LLAGAALVLE |  | AGVAPPPTAG |
| DSRLWACILL |  | SCLLSVLYNL |  | ASFSLLALTS |  | ALTVHVLGNL |  | TVVGNLILSR |
| LLFGSRLSAL |  | SYVGIALTLS |  | GMFLYHNCEF |  | VASWAARRGL |  | WRRDQPSKGL |
|            |  |            |  |            |  |            |  |            |

A: Аланін

C: Цистеїн

D: Аспарагінова кислота

E: Глутамінова кислота

F: Фенілаланін

G: Гліцин

H: Гістидин

I: Ізолейцин

K: Лізин

L: Лейцин

M: Метіонін

N: Аспарагін

P: Пролін

Q: Глутамін

R: Аргінін

S: Серин

T: Треонін

V: Валін

W: Триптофан

Задіяний у такому біологічному процесі, як альтернативний сплайсинг. 
Локалізований у мембрані.